# Millettia sapinii
Millettia sapinii är en ärtväxtart som beskrevs av De Wild. Millettia sapinii ingår i släktet Millettia och familjen ärtväxter. Inga underarter finns listade i Catalogue of Life.